# Жидек, Радослав
Радослав Жидек (словац. Radoslav Židek, род. 15 октября 1981) — словацкий сноубордист, первый в истории Словакии призёр зимних Олимпийских игр.
Радослав Жидек родился в 1981 году в Жилине (ЧССР). На зимних Олимпийских играх 2006 года он завоевал серебряную медаль в сноубордкроссе.